# Ante Ivanišević
Ante Ivanišević (Split, 30. travnja 1905. – Split, 18. listopada 1969.), hrvatski kipar.
Rođen 30. travnja 1905. u staroj splitskoj obitelji. Već u ranoj dobi iskazuje izuzetnu crtačku darovitost pa 1919. upisuje "Mušku zanatsku i umjetničku školu" u Splitu u kojoj pohađa "Javnu dvoranu risanja i modeliranja" kod Emanuela Vidovića. Školovanje završava 1925. godine na kiparskom odjelu kod Mihovila Peruzzija. Godine 1927. otvara privatnu kiparsku, drvorezbarsku i restauratorsku radionicu. Iz njegove radionice izlaze mnogi umjetnički predmeti, dekorativni predmeti primijenjene umjetnosti i memorijalne plastike. Autor je sakralne skulpture gospe Fatimske u crkvi sv. Obitelji u Splitu i sv. Josipa u crkvi sv. Dominika u Splitu.
Posebno je značajan njegov rad kao konzervatora i restauratora. U suradnji s Konzervatorskim zavodom za Dalmaciju restaurira vrijedne umjetnine u drvu: Gotički ormar u Trogirskoj katedrali, intarzije gotičkog ormara u sakristiji Male braće u Dubrovniku te korska sjedala iz 13. st. u splitskoj prvostolnici sv. Duje. 
Od samog osnivanja 1945. godine sudjeluje u radu nekadašnje ULUH-ove podružnica za Dalmaciju, te izlaže na brojnim izložbama aktivno sudjelujući u likovnom životu Splita. Jedan je od osnivača splitske Škole za primijenjenu umjetnosti u kojoj predaje sve predmete vezane za plastično oblikovanje sve do umirovljenja.
Sa suprugom Danicom (rođenom Dvornik) ima sina Vjekoslava Ivaniševića i kćerku Tanju Ivanišević ud. Sapunar.

## Galerija djela
- Materinstvo, bronca
- Moj sin, kamen
- Ribić, bronca
- Majka i dijete, bronca